# Федір Віцо
Федір Віцо (*9 листопада 1944, Округле, округ Свидник, Словаччина) — словацький графік, карикатурист, громадський діяч Словаччини. Від 1990-х років — активіст політичного русинництва.
Брав участь у парламентських виборах за списком Угорської партії Словаччини (№ 41 у списку).

## Біографія
Син Федора Віцо, автора підручників української мови для словацьких шкіл.
Працював сценографом в Українському національному театрі міста Пряшева (1963—1965). Постійно перебував у творчому, нон-комформістському середовищі. Писав до українських періодичних видань Словаччини. Водночас — до гумористичного журналу Roháč.
З 1970-х займається політичною карикатурою, але на життя заробляв оформленням універмагів (у містах Сабінів, Воронів, Любеник), інтер'єрів готелів.

### Русинська активність
Експресивний діяч громадського об'єднання «Русинська оброда». З початку 1990-тих відкинув українську ідентичність, активно влившись у політичне русинство, яке підтримує офіційна Словаччина. У публічному житті він став прапором русинських кіл, які скрізь номінують його як карікатурісту русиньской народности. Також зблизився з місцевими угорськими націоналістами, які також підтримують русинську справу.